# 陈士凯
陈士凯（1887年—1942年），河南省卢氏县城蔡家巷人。13岁时考取秀才，后毕业于京师大学堂。1931年，驻守在卢氏的国民党王松杰部发动兵变，佔據盧氏縣城，殺死百姓。陈士凯前往开封面见国民党马青宛师长，劝其出兵。马青宛发兵，消滅了王松杰部。1938年，陈士凯主持编纂民国《卢氏县志》，历时四年定稿，不過尚未刊印陈士凯就已去世，终年55岁。民国《卢氏县志》历经战火和内乱，今已无存。